# Châtenois (Haute-Saône)
Châtenois é uma comuna francesa na região administrativa de Borgonha-Franco-Condado, no departamento de Alto Sona. Estende-se por uma área de 5,75 km². Em 2010 a comuna tinha 122 habitantes (densidade: 21,2 hab./km²).